# Округ Керол (Арканзас)
Округ Керол (енгл. Carroll County) је округ у америчкој савезној држави Арканзас. По попису из 2010. године број становника је 27.446. Седишта округа су градови Беривил и Јурика Спрингс.

## Демографија
Према попису становништва из 2010. у округу је живело 27.446 становника, што је 2.089 (8,2%) становника више него 2000. године.
| Група             | 2000.          | 2010.          |
| Белци             | 22.249 (87,7%) | 23.062 (84,0%) |
| Афроамериканци    | 27 (0,1%)      | 103 (0,4%)     |
| Азијати           | 105 (0,4%)     | 164 (0,6%)     |
| Хиспаноамериканци | 2.471 (9,7%)   | 3.489 (12,7%)  |
| Укупно            | 25.357         | 27.446         |